# Severino Ramos Lins
Severino Ramos Lins (Jaboatão dos Guararapes-PE, 25 de fevereiro de 1946 - João Pessoa-PB, 21 de novembro de 1969), mais conhecido como Nininho, foi um futebolista brasileiro que atuava como atacante. É considerado um dos maiores ídolos do Botafogo da Paraíba, clube pelo qual foi bicampeão estadual (1968 e 1969). Por sua compleição física franzina, ganhou o apelido de “Fiapo de Ouro”.
Segundo o Blog do Pedro Marinho, Nininho chegou a treinar no Flamengo do Rio de Janeiro, mas não foi contratado.
Morreu precocemente, aos 23 anos de idade, após submeter-se a uma cirurgia de hemorróidas. O ato cirúrgico, no Hospital São Vicente de Paula, transcorreu sem maiores problemas. O médico do Botafogo, Dr. Nabor de Assis, acompanhou todo o procedimento. Lamentavelmente, poucas horas depois, o jogador enfrentou uma crise de insuficiência renal aguda, o que deu causa ao seu óbito.

## Conquistas
- Campeonato Paraibano de Futebol: 1968 e 1969.

## Honrarias e Homenagens
- O "Torneio Quadrangular Saudade de Nininho", disputado em 1969, foi criado em sua homenagem.
- Em João Pessoa, capital da Paraíba, uma rua foi nomeada em sua homenagem.[5]
- Em 2014, a diretoria do Botafogo da Paraíba, instituiu a “Comenda Nininho – O Fiapo de Ouro”, a maior honraria para homenagear ex-atletas do clube.[6]